# Sidney Buchman
Pour l’article ayant un titre homophone, voir Buchmann.
Sidney Buchman est un producteur de cinéma et scénariste américain, né le 27 mars 1902 à Duluth, dans le Minnesota (États-Unis), et mort le 23 août 1975 à Cannes (France).

## Biographie
Il fut une des victimes du maccarthysme et inscrit sur la liste noire du cinéma.
Ses petits-enfants, Michael B. Silver et Amanda Silver sont devenus acteur pour le premier et scénariste pour la seconde.

## Filmographie partielle

### Comme scénariste
- 1931 : Daughter of the Dragon
- 1931 : Beloved Bachelor
- 1932 : No One Man
- 1932 : La Foudre d'en bas (Thunder Below) de Richard Wallace
- 1932 : Le Signe de la croix (The Sign of the Cross)
- 1932 : Si j'avais un million (If I Had a Million)
- 1933 : From Hell to Heaven
- 1933 : The Right to Romance
- 1934 : All of Me
- 1934 : Whom the Gods Destroy (en)
- 1934 : La Course de Broadway Bill (Broadway Bill)
- 1935 : I'll Love You Always
- 1935 : Aimez-moi toujours (Love Me Forever) de Victor Schertzinger
- 1935 : Mon mari le patron (She Married Her Boss)
- 1936 : Sa Majesté est de sortie (The King Steps Out) de Josef von Sternberg
- 1936 : Aventure à Manhattan (Adventure in Manhattan)
- 1936 : La musique vient par ici (The Music Goes 'Round) de Victor Schertzinger
- 1936 : Théodora devient folle (Theodora goes wild)
- 1937 : Les Horizons perdus (Lost Horizon)
- 1937 : Cette sacrée vérité (The Awful Truth)
- 1938 : Vacances (Holiday)
- 1939 : Monsieur Smith au Sénat (Mr. Smith Goes to Washington)
- 1940 : Howard le révolté (The Howards of Virginia)
- 1941 : Le Défunt récalcitrant (Here Comes Mr. Jordan)
- 1942 : La Justice des hommes (The Talk of the Town)
- 1943 : Les Diables du Sahara (Sahara)
- 1945 : La Chanson du souvenir (A Song to Remember)
- 1945 : Over 21
- 1946 : Le Roman d'Al Jolson (The Jolson Story)
- 1948 : To the Ends of the Earth
- 1949 : Je chante pour vous (Jolson Sings Again)
- 1951 : Saturday's Hero
- 1961 : The Mark
- 1963 : Cléopâtre (Cleopatra)
- 1966 : Le Groupe (The Group)
- 1971 : La Maison sous les arbres

### Producteur
- 1937 : She Married an Artist
- 1945 : La Chanson du souvenir (A Song to Remember)
- 1945 : Over 21
- 1948 : To the Ends of the Earth
- 1949 : Je chante pour vous (Jolson Sings Again)